# Nemes Albert
Hídvégi gróf Nemes Albert (Bécs, 1866. november 18. – Róma, 1940. március 21.) diplomata, földbirtokos, műgyűjtő, a felsőház tagja, valóságos belső titkos tanácsos.

## Élete
Jogi tanulmányai elvégzése után Nyitra vármegye tiszteletbeli aljegyzője lett. Innen a külügyminisztériumba került, majd a római quirináli nagykövetséghez osztották be attasénak. Rómából Berlinbe helyezték át, ahol elnyerte a követségi titkári rangot. A konstantinápolyi nagykövetségen kapta azután a követségi tanácsosi címet. Diplomáciai pályájának további állomásai Belgrád és Párizs voltak.
1908-ban lett rendkívüli követ és meghatalmazott miniszter. Közvetlenül az olasz hadüzenet előtt újra a római quirináli nagykövetségre osztották be. Az első világháború alatt a württembergi, valamint a badeni és hesseni udvarokhoz nevezték ki követnek.
1919-ben ismét rendkívüli római követ a Quirinálnál. 1926. november 1-én felmentették. Szerepe volt az 1927-es olasz-magyar örök barátsági szerződés előkészítésében. Horthy 1927-ben az újonnan létesített felsőház örökös tagjának nevezte ki. A Nemzeti Casino tagja volt.
Tartalékos hadnagy volt a 4. honvédhuszár-ezrednél. Birtokai Pest megyében Solton, Jász-Nagy-Kun-Szolnok megyében Bánhalmon, Békés megyében Csorváson voltak. Francia bútorokat, grafikákat és keleti műtárgyakat gyűjtött, amelyek jórészt hazai közgyűjteményekbe kerültek.
Szülei gróf Nemes Vince (1830-1896) kamarás, máltai lovag és Wodianer Gabriella (1836?-1917) voltak. 1893-ban feleségül vette Spalletti-Trivelli Carolina grófnőt, gyermekeik Júlia és Ilona voltak. Testvére Nemes János (1863-1928) főrendiházi tag volt.

## Elismerései
- Osztrák Császári Lipót-rend lovagja
- Ferenc József-rend középkereszt
- Szent István-rend középkereszt
- Olasz Korona-rend nagykeresztje
- Polgári hadi érdemkereszt